# Església de Sant Genís (Torroella de Montgrí)
L'Església de Sant Genís és l'església parroquial de Torroella de Montgrí. És un dels edificis més voluminosos de la vil·la i destaca en la llunyania quan hom s'apropa a la vila essent visible des de bona part de la plana del Ter i un dels trets més característics del panorama de la vila.

## Arquitectura

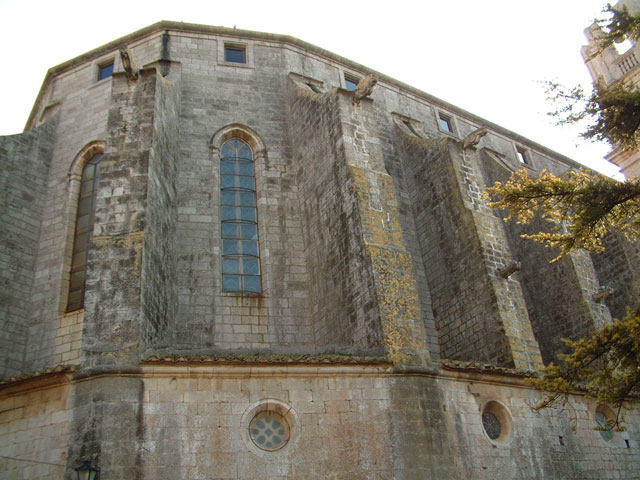
Exterior de l'absis

És un temple d'una sola nau (de 14,46 m) de cinc trams amb arcs torals apuntats recolzats sobre pilars que es corresponen amb els contraforts exteriors. A cada banda hi ha cinc grans finestrals d'arc apuntat. Entre els arcs hi ha voltes de creueria, amb claus de volta que presenten relleus de gran interès. L'absis és de base poligonal, de set costats, amb capelles i finestrals apuntats. A banda i banda de la nau hi ha capelles, algunes d'elles modificades per intervencions posteriors a la construcció del temple. A la banda nord es troba la Capella Fonda, a la qual s'accedeix des de l'interior. La sagristia és situada a la dreta del presbiteri, i el cor a l'extrem de ponent, de cara a l'altar major. L'església té dues portes d'accés: una situada a ponent, la de Sant Genís, i la porta de migdia, que ocupa el lloc destinat anteriorment a capella lateral. La façana és barroca, amb una gran portalada que presenta elements d'inspiració clàssica. El temple té dos campanars: el petit, més antic, és de base quadrada i cos superior hexagonal amb coberta piramidal, i el nou, inacabat, està situat a la banda nord de la façana, i és octogonal, amb una balustrada a cada una de les cares. És remarcable la decoració escultòrica de les impostes i de les gàrgoles.
La pica baptismal està situada a prop del presbiteri. Està feta amb pedra calcària del Montgrí, fa 1,26 m de diàmetre exterior, 0,90 m de diàmetre a la base i 1,03 m d'alçada total. La base és arrodonida mentre que la part superior és de forma polièdrica formant 24 cares planes. A mitjana altura té un fris amb motiu de serra. L'interior és buidat en uns dos terços del seu volum i mostra un forat a la base per poder escórrer l'aigua.
A la capella lateral immediata a la Capella Fonda hi ha una llosa sepulcral feta amb pedra de Girona. A la part superior hi ha representat l'escut de la família Carles, que consta de dues parts. A la dreta hi ha una torre sobre una muralla i a l'esquerra tres insectes. A la part inferior de la llosa hi ha la inscripció: "Sepultura de la família de Carles". El conjunt es troba emmarcat amb una sanefa de tipus floral.

## Història

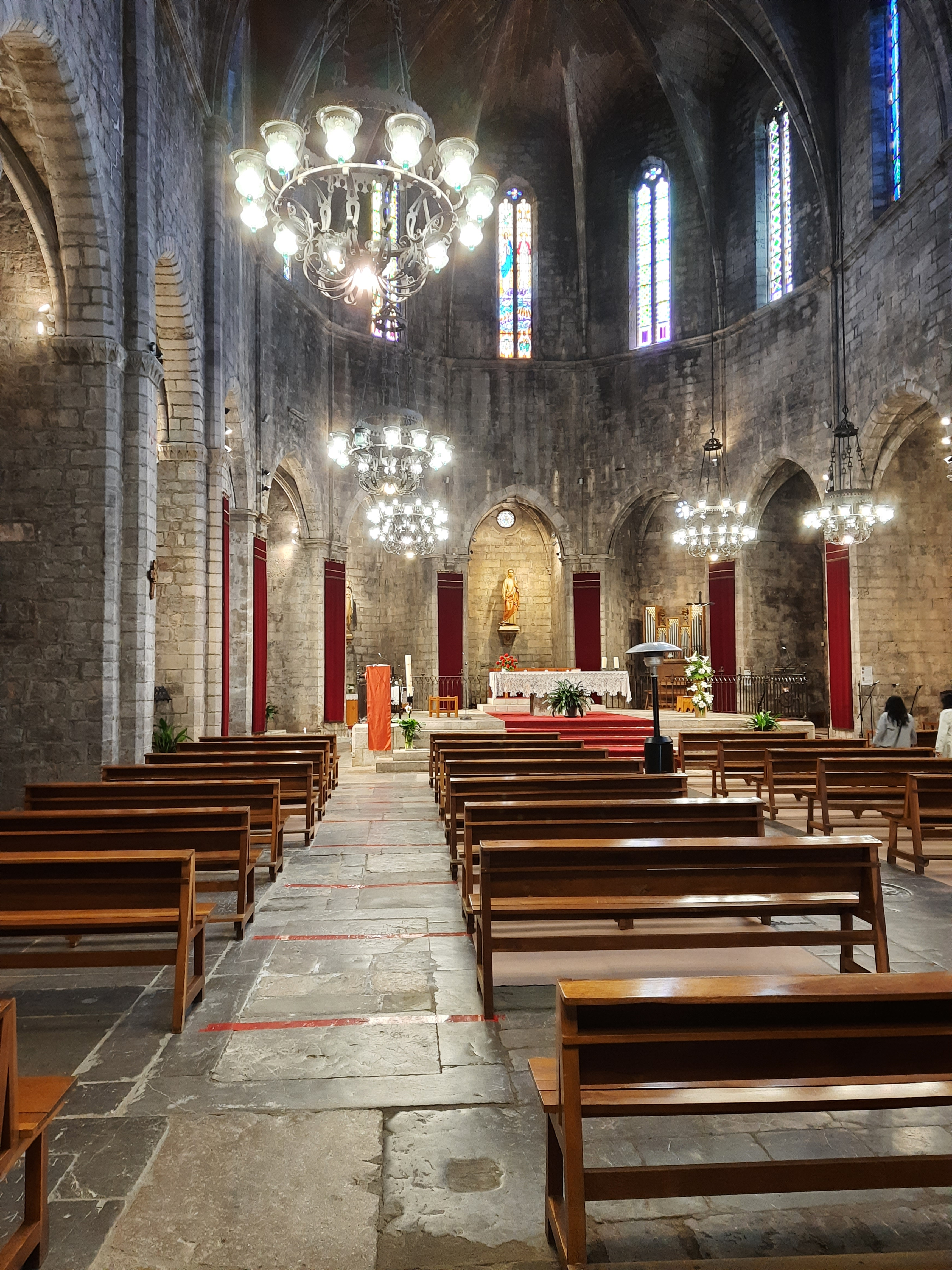
Interior

Les primeres mencions d'un temple provenen del 1209. Iniciada en un estil gòtic tardà, fou construïda sobre un temple anterior, possiblement romànic. Aquest primer temple sofrí un incendi el 1285 cosa que segurament motivà l'inici de la construcció del temple actual el 1306. Tot i que inacabat, fou consagrat el 3 de maig de 1609 uns tres segles després de l'inici de les obres. Tot l'edifici és fet de pedra calcària provinent del proper massís del Montgrí. La façana d'estil sobri manifesta molt pocs elements arquitectònics. Són característiques les dues torres que culminen la façana, una de planta octogonal sense coberta (d'un estil semblant a la de la catedral de Girona, excepte per la manca de coberta), i l'altra en forma de piràmide de planta hexagonal un xic més baixa que l'altra.
Les restes anteriors corresponents al temple romànic han estat estudiades per Josep Vert a través de l'anàlisi de documents històrics i de les excavacions efectuades amb motiu de les obres per instal·lar aire condicionat el 1999.
La pica baptismal pot ser datada entre el 1341 i el 1367, ja que en la documentació existent a l'arxiu diocesà relativa a les visites pastorals, consta que el 1341 el bisbe trobà que «la pica baptismal està trencada i és petita» i el 1367, quan la nova ja estava instal·lada, va manar fer una tapadora amb pany i clau. L'any 1576 la font baptismal gòtica va ser substituïda per una de renaixentista i l'antiga fou utilitzada com a dipòsit d'oli per als serveis de les llànties del temple. El 1983, amb motiu d'unes obres de neteja i reparació, va aparèixer la pica al llindar de l'escala que puja al cor, lloc on originàriament es trobava el baptisteri.
Les sepultures que es conserven a l'interior del temple pertanyien a famílies de Torroella que van col·laborar en la construcció de l'església. El sepulcre de la família Carles es trobava originalment al sòl, entre les capelles de Sant Pere i Sant Francesc. Apareix esmentat al llibre d'òbits l'any 1652 on diu que es dona sepultura a Martí Carles "en el vas dels seus passats".
Des de fa uns anys s'hi celebren diversos concerts especialment en el Festival Internacional de Música de Torroella de Montgrí.